# روبرت وابیخ
روبرت وابیخ (لهستانی: Robert Wabich؛ زادهٔ ۳۰ مه ۱۹۶۷) بازیگر اهل لهستان است.
از فیلم‌ها یا مجموعه‌های تلویزیونی که وی در آن‌ها نقش داشته‌است، می‌توان به ۱۹۳۹ نبرد وسترپلاته، پیمان ورشو، حوزه استحفاظی ۱۳، در خوشی و سختی، ع چون عشق، در خیابان سپولنی، طایفه، موج جرم و جنایت، خانه کشیش، درخت سحرآمیز، کارآگاهان جنایی، پرستار کودک، تیم، ۳۹ و نیم، پدر متیو، نشانه‌گذاری‌شده، ژنرال نیل، ورای تخت جراحی، کمیسر آلکس، مرز، بلفر، عشق اول، کلبهٔ جنگلی، کشیشان، هیچ‌کس امشب در جنگل نمی‌خوابد، وُلین، فرشته نیرومند، اداره ترافیک، رز، خانه تاریک، عروسی، بدهی، سرهنگ کفیاتکوفسکی و ۳۶۵ روز: امروز اشاره نمود.